# تیم ملی فوتبال زنان کره شمالی
تیم ملی فوتبال زنان کره شمالی نمایندهٔ زنان این کشور در ردهٔ ملی است. 
کره شمالی قهرمان جام جهانی فوتبال زنان زیر ۲۰ سال در سال ۲۰۰۶ و جام ملت‌های آسیا در سال‌های ۲۰۰۱،۲۰۰۳،۲۰۰۸ است.در زمان حضور این تیم در جام جهانی فوتبال زنان ۲۰۱۱ و در تاریخ ۷ ژوئیه ۲۰۱۱ فیفا اعلام کرد که دو تن از بازیکنان این تیم با نام‌های سانگ جانگ سان و جانگ پوک سیم پس از آزمایش دوپینگ و پیش از بازی با کلمبیا به‌طور موقت تعلیق شده‌اند. در۱۶ ژوئیه فیفا نتیجهٔ آزمایش دوپینگ سه بازیکن دیگر را از کره جنوبی مثبت اعلام کرد و در نتیجه تمام بازیکنان تیم را مورد آزمایش قرار داد. در ۲۵ اوت ۲۰۱۱ تیم کره ۴۰۰٫۰۰۰ دلار آمریکا جریمه و از شرکت در رقابت‌های جام جهانی فوتبال زنان ۲۰۱۵ محروم شد.